# Парламентские выборы в Наварре

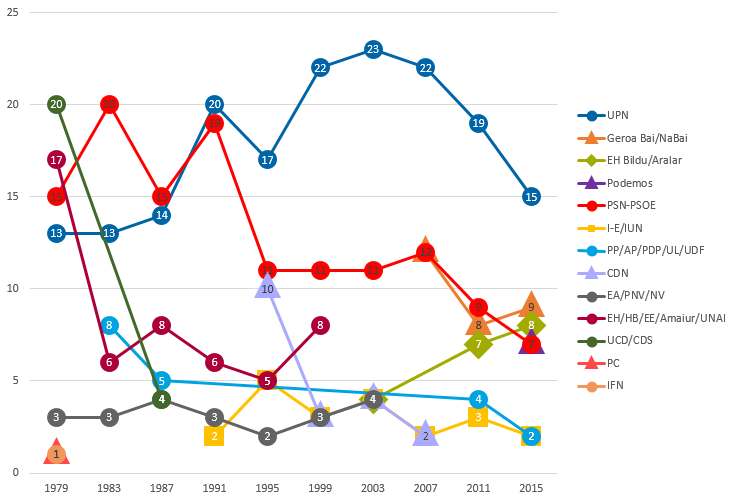

Парламентские выборы в Наварре — региональные выборы, посредством которых граждане автономного сообщества Наварра выбирают членов Парламента Наварры. Выборы проходят через каждые 4 года, в четвёртое воскресенье мая. Последние выборы состоялись в 2015 году, а следующие запланированы на 2019 год. Членов в парламенте - 50.

## Выборы
Первые парламентские выборы в Наварре состоялись 3 апреля 1979 года, на основании королевского закона №121 от 26 января 1979 года. В дальнейшем через каждые 4 года проводились выборы, установленные по Органическому Закону №13 от 10 августа 1980 года.

### 1979 год
На парламентских выборах 1979 года участвовали 365.080 граждан Наварры. По результатам голосования больше всего мест получил Союз демократического центра (20), Испанская социалистическая рабочая партия получила 15 мест, партия Союз народа Наварры - 13 мест, Народная Партия Наварры - 9 мест, Избирательные Группировки Мериндад - 7, Баскские националисты - 3, партия Карлистов - 1, союз левых Наварры - 1 и партия независимых - 1 место. Всего депутатов было избрано 70. 

### 1983 год

Лого Социалистической партии Наварры

Очередные парламентские выборы состоялись 8 мая 1983 года. Для избрания 50 депутатов на выборах участвовали около 380 тыс.граждан. На основании голосований Испанская социалистическая рабочая партия получила больше всего мест - 20 скамей, Союз народа Наварры - 13, коалиция трёх партий - 8, Народная Партия Наварры - 6, Баскская националистическая партия - 3.

### 1987 год
По сравнению с предыдущими двумя выборами, в 1987 году была максимальная явка избирателей. Результаты выборов были следующие: Социалистическая партия Наварры с 78.388 голосами получила 15 мест,  Союз народа Наварры - 14 мест, Народная партия Наварры - 7, CDS - 4, Баскская солидарность - 4, Демократический союз Фораль - 3, Народная партия - 2 и Левые баски - 1 место.

### 1991 год
На парламентских выборах 1991 года участвовали только 66,7% населения с численностью 414.922. По результатам голосования Союз народов Наварры получила 20 мест и стала лидером, Социалистическая партия Наварры - 19, Народная партия Наварры - 6, Баскская солидарность - 3 и Союз левых Наварры - 2. В отличие от предыдущих двух парламентов председательство уже было не в руках Социалистической партии, а перешло к партии Союз народов Наварры. 

### 1995 год

Лого партии Союз народов Наварры

С численностью населения 437.776 граждан, явка на парламентских выборах 1995 года составила 68,43%. Согласна результатам голосования Союз народов Наварры сохранила за собой лидерство и получила 17 скамей в парламенте, Социалистическая партия Наварры получила 11 мест, Единство Демократов Наварры - 10, Союз левых Наварры и Народная партия Наварры получила по 5 мест и Баскская солидарность - 2. после этих выборов впервые в Наварре сформировалось коалиционное правительство нескольких партий: Социалистическая партия Наварры, Единство Демократов Наварры и Баскская солидарность под председательством социалиста Хавьера Отано Сида.

### 1999 год
В 1999 году парламентские выборы Наварры состоялись 13 июня, и явка составила 66,25%. В результате голосования 22 места в парламенте было предоставлено партии Союз народов Наварры, которая получила 125.497 голосов, 11 мест - Социалистической партии, Баскские граждане получили 8 мест, Союз левых Наварры - 3, Единство демократов Наварры - 3 и  Баскская солидарность - 3. Вслед за выборами было сформировано правительство во главе с представителем партии Союз Народов Наварры Мигелем Санз Сесма.

### 2003 год
В мае 2003 года состоялись очередные парламентские выборы в Наварре, явка избирателей на которых составила 72,28%. Главенствующей партией вновь стал Союз народов Наварры, получив 23 мест. 

### 2007 год
В 2007 году парламентские выборы состоялись 27 мая. Явка избирателей на выборах составила самый высокий процент с 1979 года - 75,4%. Больше всего мест (22) получила партия Союз народов Наварры - Народная партия. 

### 2011 год
22 мая 2011 года состоялись очередные парламентские выборы в Наварре для избрания состава 9 созыва правительства. Явка на выборах составила 67.40%. Депутатов было избрано 50. 

### 2015 год
Парламентские выборы Х созыва в Наварре состоялись 24 мая 2015 года, в один и тот же день с муниципальными выборами. Избиралось 50 депутатов.  Явка избирателей составила 68.26%. По результатам голосования наибольшее количество мест в парламенте (15) получила партия Союз народов Наварры. 